# ヤリ・プイッコネン
ヤリ・プイッコネン（Jari Markus Puikkonen、1959年6月25日 - ）は、フィンランド、南スオミ州ラハティ出身の元スキージャンプ選手。1970年代末から1991年まで国際大会で活躍した。

## プロフィール
プイッコネンの国際大会デビューは1977年12月30日のスキージャンプ週間オーベルストドルフ大会であった。このシリーズ総合11位となる。
スキージャンプ・ワールドカップでは1981年1月4日のインスブルック大会で初優勝。この年のスキージャンプ週間で3位（自己最高位）。ワールドカップでは通算5勝し（2位11回3位3回)、総合では1980-1981シーズンに5位となったのが自己最高位。
オリンピックにおいて3個のメダルを獲得している。1980年レークプラシッドオリンピック90m級個人と1984年サラエボオリンピック70m級個人でともに銅メダル、1988年カルガリーオリンピックでは90m級団体で金メダルを獲得した。
プイッコネンの最も輝かしい実績はノルディックスキー世界選手権で合計7個ものメダルを獲得していることである。その内訳は金メダル4個（1984年団体、1985年団体、1989年ラージヒル個人及び団体）、銀メダル2個（1982年70m級個人、1985年90m級個人）銅メダル1個（1982年団体）。
スキーフライング世界選手権でも1981年ドイツ、オーベルストドルフで優勝している。
1991年3月、地元ラハティのラハティスキーゲームズを最後に現役引退。